# Der Meisterboxer
Der Meisterboxer è un film del 1934 diretto da Fred Sauer.

## Produzione
Il film fu prodotto dalla Euphono-Film GmbH

## Distribuzione
In Germania, distribuito dalla Neue Deutsch Lichtspiel-Syndikat Verleih (N.D.L.S.) nelle sale cinematografiche tedesche con il visto di censura B.36392 del 9 maggio che ne vietava la visione ai minori, il film fu presentato a Berlino al Primus-Palast l'11 maggio 1934. L'Atlantis-Film lo distribuì in Austria, mentre negli Stati Uniti la General Foreign Sales Corp. lo fece uscire il 20 ottobre 1935 con il titolo Hen Pecked Husbands.